# İmam Aydemir
İmam Aydemir (* 1. Januar 1971 in Hınıs) ist ein ehemaliger türkischer Fußballspieler und heutiger Trainer.

## Karriere

### Als Spieler
Aydemir begann seine Karriere 1990 bei Tarişspor, die meiste Zeit seiner Laufbahn spielte er bei Marmarisspor. Seine gesamte Karriere war Aydemir Spieler in der 4. Liga. 2001 beendete er seine Laufbahn als Profi und spielte kurzzeitig noch als Amateur bei Çiğli Belediyespor und Küçükçiğli Yenimahallespor. Wenig später beendete er seine Karriere endgültig und beschloss, als Trainer weiter zu arbeiten.

### Als Trainer
Seit 2009 trainiert Aydemir, mit Unterbrechungen, Çiğli Belediyespor.